# Итапекуру-Мирин (микрорегион)

Итапекуру-Мирин на карте.

Итапекуру-Мирин (порт. Microrregião de Itapecuru Mirim) — микрорегион в Бразилии, входит в штат Мараньян. Составная часть мезорегиона Север штата Мараньян. Население составляет 210 753 человека (на 2010 год). Площадь — 7058,585 км². Плотность населения — 29,86 чел./км².

## Демография
Согласно сведениям, собранным в ходе переписи 2010 г. Национальным институтом географии и статистики (IBGE), население микрорегиона составляет:
| Полное население                             | Полное население                             | Полное население                             | Полное население                             | 210 753 |
| -------------------------------------------- | -------------------------------------------- | -------------------------------------------- | -------------------------------------------- | ------- |
| в том числе:                                 | Городское население                          | 118 678                                      | Процент городского населения, %              | 56,31   |
|                                              | Сельское население                           | 92 075                                       | Процент сельского населения, %               | 43,69   |
|                                              | Мужское население                            | 105 410                                      | Процент мужского населения, %                | 50,02   |
|                                              | Женское население                            | 105 343                                      | Процент женского населения, %                | 49,98   |
| Плотность населения, чел/км²                 | Плотность населения, чел/км²                 | Плотность населения, чел/км²                 | Плотность населения, чел/км²                 | 29,86   |
| Население микрорегиона в % к населению штата | Население микрорегиона в % к населению штата | Население микрорегиона в % к населению штата | Население микрорегиона в % к населению штата | 3,21    |

## Статистика
- Валовой внутренний продукт на 2003 год составляет 222 038 757,00 реалов (данные: Бразильский институт географии и статистики).
- Валовой внутренний продукт на душу населения на 2003 год составляет 1370,64 реалов (данные: Бразильский институт географии и статистики).
- Индекс развития человеческого потенциала на 2000 год составляет 0,571 (данные: Программа развития ООН).

## Состав микрорегиона
В составе микрорегиона включены следующие муниципалитеты:
1. Кантаньеди
2. Итапекуру-Мирин
3. Матойнс-ду-Норти
4. Миранда-ду-Норти
5. Нина-Родригис
6. Пирапемас
7. Президенти-Варгас
8. Варжен-Гранди